# 東真司
東 真司（あずま しんじ、本名および旧芸名・柴谷 英樹（しばや ひでき）、1960年11月21日 - ）は、東京都小平市出身の元歌手・俳優。現在は映画監督・演出家として活動。「日本映画監督協会」協会委員。身長：180cm。特技：空手、ギター。既婚。

## 所属事務所
ジャニーズ事務所 → 平田崑プロモーション → 木山事務所 → マツ・カンパニー → 吉本興業

## 改名歴
柴谷英樹 → 東真司（1990年より） → 東真人（1995年のCDリリース時のみ） → 再び東真司

## ジャニーズ時代の参加ユニット
- ギャングス
- ANKH

## 人物・来歴
- 1970年代後期にジャニーズ事務所に入所し、本名の「柴谷英樹」名義で活動。「ギャングス」を経て「ANKH」のメンバーとして、1980年7月21日に『24時間テレビ 「愛は地球を救う」3』のイメージソング『イマジネーション』で、フォーライフ・レコードよりデビュー。リードボーカリストとして活躍した。
- 1980年10月に2枚目のシングル発表「鉄腕アトム」をリリース。アルバム『鉄腕アトム』リリース。
- 1981年、1980年8月31日放送の『24時間テレビ 「愛は地球を救う」3』（日本テレビ）内のスペシャル手塚アニメ『フウムーン』主題歌「愛の星」リリース。
- 1981年「SHE・愛・最前線」リリース。アルバム『ファーストウェーブ』リリース。
- 1982年3月、新宿RUIDOで行われたライヴにてANKHを解散。解散後は、テレビ・舞台・CMなどでの俳優活動や、「リップスティック」というバンドでのライブ活動などを行う。
- 1990年、それまでの「柴谷英樹」という名前から、「東真司（あずましんじ）」という芸名に変更。
- 1992年4月から1993年9月まで、ミュージカル『ミス・サイゴン』にWキャストで出演。
- 1995年8月19日、坂本一生とのデュエットで、CDシングル「人生DO真中」をリリース。このCDのリリース時のみ、芸名を「東真人（あずま しんじ）」に変更。
- 2001年にVシネマ『バイオレンス・フォー・バイオレンス〜邪神〜』で映画監督としてデビュー。本人曰く、「ジャニーズ出身者としては、初めての監督」とのこと。その後、インターネット放送局「あっ!とおどろく放送局」や、GyaOでの映像ブログ、モバイルGyaOコンテンツなど、幅広い分野でプロデュース、演出を手がけている。
- また、俳優を目指す者たちに向けて「東塾」と題した演技講習会を開いている。
- テレビ、CMなどのキャスティングも手掛ける。
- 2012年4月開局のスマホ、iPhone専用放送局WALLOP放送局にて「映画監督 東真司の情報メニュー！」にレギュラー出演[1]。
- 2013年4月よりライブ活動開始。
- 2025年4月からyoutube配信番組「東真司のトークジャムセッション」開始

## 主な出演作品

### テレビドラマ
- ぼくらの時代（1981年6月9日 - 9月22日、TBS・木下プロ）
- 光戦隊マスクマン （1987年11月21日放送、テレビ朝日） - 第39話ゲスト、X1マスク／飛鳥リョオ 役
- 世にも奇妙な物語 「死後の苦労」（1990年6月28日放送、フジテレビ）
- 月曜ドラマスペシャル 「仙人のいたずら」（1991年6月24日、TBS）
- 東映太秦映画村開村二十周年記念オールスター時代劇 「元禄太平記・忠臣蔵討入の助っ人たち」（1995年10月7日、テレビ朝日） - 片岡源五右衛門 役
- 刑事追う!（1996年4月8日 - 9月23日、テレビ東京） - 第18話ゲスト、桜井刑事 役
- ねらわれた学園（1997年8月2日 - 9月27日、テレビ東京） - 世界史の先生 役
- ラーメン刑事「龍」の殺人推理(1)〜会津喜多方、殺意の女（2000年10月21日、テレビ朝日） - 石崎茂 役

### テレビバラエティ番組
- 最後の決断ショー（2012年、関西テレビ）
- エイコーのカノウセイ（2012年、フジテレビ）

### 映画
- ハイティーン・ブギ （1982年）
- バカヤロー!2 幸せになりたい。 （1989年）

### Vシネマ
- 会社の怪談2 オフィス・ホラー・ストリー （1997年9月2日）
- 重役秘書2 （1998年4月21日）
- 修羅が行く10
- 人妻の性9 夜のマン華鏡 （1999年2月5日）
- 花の女子アナ☆ヤルのは奴らだ（1999年8月27日） - 主演 中道俊介役
- OLの性特別版 花の女子アナ危機一髪!!（1999年8月27日） - 主演 中道俊介役
- 花の女子アナ☆KINZANより愛を込めて（1999年12月22日） - 主演 中道俊介役
- 愛する二人別れる二人（2000年3月24日） - 主演 志野良太役
- 愛する二人別れる二人 2（2000年4月28日） - 主演 志野良太役
- 実録・土佐游侠外伝 鯨道 青春編（2000年12月25日） - メリケンの安役
- 実録・日本ヤクザ抗争史 鯨道3 破門状（2001年3月15日）
- 実録・日本ヤクザ抗争史 鯨道4 残侠譜 完結編（2001年） - 安岡聡一朗役。演出補も担当。
- 新・お水の肌道（2001年11月22日）

### 舞台
- ミュージカル「ミス・サイゴン」（1992年4月 - 1993年9月、帝国劇場） - Wキャストでの出演
- ミュージカル「真梨亜」（博品館劇場）
- 新四谷怪談（大阪・中座）
- 魅せられてヴェラ（新宿シアターアプル、新神戸オリエンタル劇場）
- ドンナ・ジョアンナ（アートスフィア）
- お気に召すまま（東京グローブ座）
- オイディプス王（シアターコクーン、新神戸オリエンタル劇場）
- 私たちに光を！ 〜 生きることを諦めたくないから…（2001年の初演） - 演出、出演
- 私たちに光を！ 〜 生きることを諦めたくないから…（再々演。2011年5月17日 - 22日、恵比寿・LIVE BAR STARS） - 演出、出演

### WEB
- @LIVING 『お日様キング』（ブロードバンドテレビ） - レギュラー出演
- あっ!とおどろく放送局（ブロードバンドテレビ）
- 映画監督 東真司の情報メニュー！（WALLOP放送局） - 2012年4月よりレギュラー
- 東 真司のトークジャムセッション(youtube配信番組)クルーズTV 2025年4月よりレギュラー

## 主な監督・演出作品

### Vシネマ
- バイオレンス・フォー・バイオレンス〜邪神〜（2001年）
- 新OLの性 人妻の性　淫らな5人の女たち（2001年11月21日）
- 実録・日本ヤクザ抗争史 鯨道3 破門状（2001年3月15日） - 演出補
- 実録・日本ヤクザ抗争史 鯨道4 残侠譜 完結編（2001年） - 安岡聡一朗役。演出補も担当。
- 実録・事件 北海道「夫殺し」冷凍怪奇事件（2003年6月13日） - 監督作品
- 実録・事件 青梅「姉妹」バラバラ殺人（2004年1月9日） - 監督作品

### 映画
- 三浦和義事件 もう一つのロス疑惑の真実（2004年7月31日）[2]
- TWILIGHT FILE VI 『Wednesday 〜アナザーワールド〜』（2009年7月17日 - 19日、シネマート六本木で単館上映） - 脚本も担当
- 花かんざし～下町人情物語 (2015年公開)
- 短編映画「LADY'S SIDE season2」(2017年4月公開)
- 短編映画「tenkoすちゅーでんつ」(2017年7月公開)
- 「未来夜曲」(映画祭出展)
- 短編映画「突然恋人!?」(2017年9月公開)
- 短編映画「ファイナルスピリット」( 2019年9月公開)
- 短編映画「きらめけ！VIVACIOUS ANGEL♡」( 2019年10月公開)
- 短編映画「ゴブンノイチ人生」燃えこれ学園主演 (2019年12月公開)
- 倉科遼原作「学園探偵薔薇戦士〜薔薇戦士誕生」(2022年12月公開)
- 倉科遼原作「学園探偵薔薇戦士〜放課後探偵始動」(2023年11月公開)

### テレビドラマ
- 連続ドラマ 『LOVEx3』（全10話、2007年7月29日 - 9月30日・KBS京都、8月11日 - 10月13日・東京MX）

主演 白川裕二郎(純烈)
- 情報バラエティドラマ「モラタメ！」（2008年10月、MBS毎日放送）
- 「天才テレビ君　ドラマ」

### WEB
- ブロードバンドシアター『大切な約束』（GyaO TV） - 2006年11月にDVD化
- ヤフー動画ショートドラマ『モテ自動車ドライブ』 - 主演・時東ぁみ
- 『サクセスTV』ブロードバンド・ドラマ
- 東塾によるショートフィルム『ギフト』（2008年3月）
- 『あっ!とおどろく放送局』

### VP・CM
- 不動産ジャパンVP 『国土交通省』
- ボナミノシャンプー - テレビショッピング・CM
- ブロードバンドサービス『Doit! ステーション』 VP

### ミュージック・クリップ
- 下川みくに 「南風」（ポニーキャニオン）
- 川嶋あい 「大切な約束」（つばさレコーズ）
- 芳野藤丸 「カフェオレの中の幸せ」
- √8 「オレオレNO.1」（つばさレコーズ）
- 兵庫ケンイチ「ひとりじゃないね」（つばさレコーズ）
- 芳野藤丸「OneOnOne」（CHOZEN MUSIC）
- CROSS「Stay Our Dream」「真夜中の一番星」（CHOZEN MUSIC）
- 美勇士「Destiny」
- YURISA「Super Star」
- SONO「Answer」（CHOZEN MUSIC）
- 折原みか「風〜本当はつよくないぼくの詩」（アビラミュージック）
- KOUME「そらのみち」（ハッピーミュージックレコード） - TBSテレビ「エンプラ」テーマ曲
- 小川美那子「どうぞこのまま」（CHOZEN MUSIC） - 作詞、作曲 丸山圭子
- 桜井はやと「てっぺん」(徳間ジャパン)

### 舞台
- ミュージカル・アナザーワールド - 脚本・演出を担当。2009年に東の監督・脚本で映画化もされた。
  - 初演 2000年10月、野方WIZ
  - 再演 2001年7月、野方WIZ
  - 再々演 2009年6月10日〜13日、南大塚ホール - 主演は柳沢超。
- 私たちに光を！ 〜 生きることを諦めたくないから…
  - 初演 2001年 - 自らも出演。
  - 再演 2011年2月22日 - 26日、恵比寿・LIVE BAR STARS
  - 再々演 2011年5月17日 - 22日、恵比寿・LIVE BAR STARS - 自らも出演。

### 制作
- 天才てれびくんMAX （NHK教育テレビ） 
  - 桜井はやと「てっぺん」（徳間ジャパン2018,3,28発売） - サウンドプロデュース、ディレクター

## CDリリース、プロデュース
- 坂本一生&東真人「人生DO真ん中」（1995年8月19日、センチュリーレコード）
  - 坂本一生とのデュエット作品。Vシネマ『仕切り屋五郎』主題歌。
  - 後に「あいうえお」というユニットが歌う。プロデュース
- 小川美那子「どうぞこのまま」「永久（とわ）の愛」（2010年6月9日、CHOZEN MUSIC） - プロデュース
- 「てっぺん」桜井はやと（2018年徳間ジャパン） - プロデュース、ディレクター
- シオ「#きっと・もっと・ずっと、、、」 - プロデュース
  - 映画『学園探偵薔薇戦士〜薔薇戦士誕生』主題歌。